# 取消文化
取消文化（Cancel culture），或稱指控文化（Call-out culture，亦譯唱聲文化），是一種社群抵制行為，為網路時代的一種放逐形式，一些人在看到内容不符合自己价值观的節目後，會某人或某节目，並发动舆论讨伐將其驱逐出其所屬的社交圈或專業領域，使之失去原有社会关系平台（即「平臺驅逐」）而无法继续存在，最终「被取消」（cancelled）。
Dictionary.com的流行文化字典中，將「取消文化」定義為「不再支持做出令人不快或冒犯性之言行的公眾人物或公司」而控訴文化被視為「取消文化」的一種變異，為杯葛與孤立的一種形式，其對象被認為做出了有問題或是有爭議的言行。「取消文化」此一措辭通常於多數時候具有負面意涵且常用於言論自由與審查相關之辯論上。
有一些聲稱被「取消」的人們往往在他們的職涯上仍舊具有權力。此外，部分取消行為透過「行使言論自由」與「促使人們為自己言行負責」之名辯護，但亦有批評認為取消文化會製造寒蟬效應。取消文化、控訴文化可能造成不合比例地公審當事人而造成當事人社會性死亡的爭議性結果。

## 起源
美國樂隊Chic於1981年所發行的專輯《脫掉》中，有一首歌〈你的愛被腰斬了〉（Your Love Is Canceled），其歌詞將分手與電視節目被腰斬（cancellation；直譯為「取消」）做類比。作曲者奈爾‧羅傑斯曾遇過一個試圖濫用他的知名度之約會對象而不愉快。編劇貝里‧麥可‧庫柏在1991年電影《萬惡城市》（New Jack City）中參考了這首歌，指一名女性被「取消」了。此一詞彙之後進入了非洲裔美國人白話英語，且被普遍地使用。
至於「指控文化」一詞則是從2014年的＃MeToo運動開始使用的。

## 描述
根據韋氏詞典，「取消」（cancel）在此意指「對某人停止給予支持」（to stop giving support to that person）。Dictionary.com的流行文化字典中，將「取消文化」定義為「不再支持做出令人不快或冒犯性之言行的公眾人物或公司」。
此一現象已發生在公眾人物與非公眾人物上。作家理伽雅‧米珊（Ligaya Mishan）於紐約時報上表示「『取消』此一詞彙被混亂地用於各種線上與現實的活動中，包括了私法正義、具敵意之辯論、跟蹤、恐嚇威脅、騷擾……等。擁護『取消』此一概念的人們尋求的不只是即時的道歉（pat apologies）與反應，只是他們的目的並不是永遠地如此明確，可能是糾正一個特定的錯誤，或者是要求對更大的權力不平等之補償。」

## 學術分析
社會心理學家喬納森·海伊特與言論自由運動家格雷格·盧嘉諾夫合著的《為什麼我們製造出玻璃心世代?》，認為指控文化（call-out culture）來自校園中的「安全感」（safetyism）。密西根州立大學媒體研究教授基斯·漢普頓將此歸因為美國社會的政治極化，而無法帶來公眾意見的變化。文化研究學者法蘭西絲·李認為指控文化會促成「錯誤、打壓性，或不合適」的意見自律。密西根大學教授中村莉莎認為取消是一種「文化抵制」（cultural boycott）的形式，而取消文化是因「控制慾」而誕生之「能動者的終極表現」，因為「人們對於他們在社群媒體上所見事物的控制能力有限」，且是一種對「未中心化的問責性」之需要。
一些學者認為取消文化應該有替代的方式或是做出改善，如批判式多元文化主義教授布萊特（Anita Bright）提議用「召回」（calling-in）取代「指控」（call-out），以更為「人性、溫和與相互溝通」的方式尋求當責。
耶魯大學的實驗哲學家約書亞·諾布認為此種公然性的譴責是沒有效率的，而且社會總是太快做出評斷而將某些人當成公敵（public offender）或不受歡迎人物。諾布認為這些行動會對個人帶來相反的效果，而最好將注意力放在多數社會參與者的正面行動。

## 迴響
取消文化一詞大多具有負面含義，用於言論自由和審查制度的辯論。
美國前總統巴拉克·歐巴馬曾公開警示社群媒體關於取消文化的事件，稱道「做好事的人都有缺點。你正在與之鬥爭的人可能會愛自己的孩子，你知道，他們會與你分享某些東西。」同為美國前總統的唐納·川普在2020年7月的一次演講中譴責了取消文化，將其與極權主義相比較，並表示這是一種政治武器，用來懲罰和羞辱持不同政見者，迫使他們離開工作崗位，要求他們服從。但是川普亦因為過去經常與上流社會人士發生衝突而遭受輿論責備。川普在2020年共和党全国代表大会上發表了類似的聲明，當時他表示取消文化的目標是讓體面的美國人生活在害怕被解僱、開除、羞辱、和被社會驅逐的恐懼中。
教宗方濟各表示，取消文化是「一種意識形態殖民化，沒有任何言論自由的空間」，並表示它「最終會取消所有身份感」。「黑人的命也是命」運動共同發起人派翠西·庫爾洛斯稱社會行動主義不僅涉及上網或參加抗議活動以呼喚某人，還涉及戰略會議、會議和簽署請願書的工作。

## 流行文化
美國影集《南方公園》在第22季（2018年）的宣傳活動中藉由發起了「取消南方公園」（#CancelSouthPark）活動來嘲弄取消文化。。該季第三集「阿糞的問題」（The Problem with a Poo）劇情中參考了紀錄片《阿普的問題》、《蘿絲安》因女主角演員發了爭議推文而被腰斬一事，以及布雷特·卡瓦諾被提名為大法官的事情。
戴夫·查普爾將取消文化當作2019年單人脫口秀《一笑置之》的主題。
狄克西女子合唱團（因大力批評小布什的伊拉克戰爭）與比爾·馬厄（因多次爭議行為）都表示自己是取消文化的受害者。

## 註記
1. ↑  意譯為「腰斬文化」，參照起源項。
2. 1 2  原文「Call-out culture」照字面意義可譯為扣帽子文化。在英文中，callout意思是「(idiomatic) A form of verbal abuse with the intention to make the victim feel guilty.」，意指一種言詞上的辱罵且意圖使對方有罪惡感。
3. ↑  原文為："withdrawing support for (canceling) public figures and companies after they have done or said something considered objectionable or offensive．"[4]
4. ↑  原文："The term is shambolically applied to incidents both online and off that range from vigilante justice to hostile debate to stalking, intimidation and harassment....Those who embrace the idea (if not the precise language) of canceling seek more than pat apologies and retractions, although it's not always clear whether the goal is to right a specific wrong and redress a larger imbalance of power."[10]
5. ↑  在英文中，call in意思是「(transitive) To withdraw something from sale or circulation.」，為recall的同義字，意指「召回」（將某樣東西從銷售或某種循環中收回）；亦可指「(transitive) To summon someone, especially for help or advice.」，意指找人來協助或給予建議。